# João Inácio Bettencourt da Silveira
João Inácio Bettencourt da Silveira  (Toledo (Velas), ilha de São Jorge, Açores, Portugal, 30 de Abril de 1889 – Toledo (Velas), ilha de São Jorge, Açores, Portugal, 18 de Fevereiro de 1970) foi produtor Agrícola em terras próprias e militar do exército português na especialidade de infantaria.

## Biografia
Prestou serviço no exército português Regimento de Guarnição nº 1, aquartelado na Fortaleza de São João Baptista, no Monte Brasil, junto à cidade de Angra do Heroísmo.
Foi um dos maiores detentores de terras nas fajãs da costa Norte da ilha de São Jorge, nomeadamente na fajã de Vasco Martins, Fajã Rasa, Fajã da Ponta Furada, e Fajã de Manuel Teixeira, onde produzia vinho de várias castas, particularmente da casta conhecida regionalmente, como “Vinho de cheiro”, que era vendido principalmente na vila das Velas.
Nessas mesmas fajãs, em sítios específicos do ponto de vista de adaptação Ambiental, autênticos biótopos únicos das fajãs,  a que era chamado “fontes de inhames” produzia inhames de grande qualidade que eram vendidos em diferentes locais da ilha com predominância para a vila das Velas.
O inhame ao longo dos séculos sempre foi tido como uma planta de grande valor económico, e embora estando dedicada principalmente à alimentação popular chegou a estar ligado ao acontecimento que ficou conhecido como Revolta dos inhames.

## Relações Familiares
Foi filho de José Inácio de Bettencourt (10 de Janeiro de 1868 Toledo (Velas), ilha de São Jorge – Estados Unidos) e D. Maria dos Anjos de Bettencourt.
Casou em 26 de Julho de 1920 na vila das Velas, ilha de São Jorge, com D. Isabel Josefa do Coração de Jesus, (10 de Dezembro de 1898 – 9 de Março de 1982, Villa Maria, ilha Terceira) de quem teve três filhos:
1. José Inácio Bettencourt da Silveira (8 de Janeiro de 1928 – 16 de Março de 1992), casou com D. Maria T. Bettencourt.
2. João dos Santos Bettencourt (28 de Outubro de 1936 -?), casou com D. Maria Filomena da Silveira Bettencourt.
3. Manuel Inácio Bettencourt da Silveira (8 de Junho de 1925 - ?), casou com D. Rosa Emília do Coração de Jesus.